# Apollophanes longipes
Apollophanes longipes là một loài nhện trong họ Philodromidae.
Loài này thuộc chi Apollophanes. Apollophanes longipes được Octavius Pickard-Cambridge miêu tả năm 1896.